# Kanton Châtelaudren
Châtelaudren is een voormalig kanton van het Franse departement Côtes-d'Armor. Het kanton maakte deel uit van het arrondissement Saint-Brieuc. Het werd opgeheven bij decreet van 13 februari  2014 met uitwerking op 22 maart 2015.

## Gemeenten
Het kanton Châtelaudren omvatte de volgende gemeenten:
- Boqueho
- Châtelaudren (hoofdplaats)
- Cohiniac
- Plélo
- Plerneuf
- Plouvara
- Trégomeur
- Tréméloir